# Амиенски договор
Амиенският договор временно слага край на военните действия между Франция и Обединеното кралство по време на френските Революционни войни. Подписан е в град Амиен на 25 март 1802 г. (4 жерминал, година X по френския революционен календар) от Жозеф Бонапарт и маркиз Корнуолис като „окончателен мирен договор“. Последвалият мир продължава само година. По силата на договора, Обединеното кралство признава Френската република.
Заедно с Люневилския договор от 1801 г., споразумението от Амиен бележи края на Втората коалиция. Войната започва добре за съюзниците, с неуспехите на генерал Бонапарт по време на Египетската кампания. Все пак, след френските победи при Маренго и Хоенлинден, Австрия, Русия и Неаполитанското кралство искат мир. Победата на Нелсън в морското сражение край Копенхаген на 2 април 1801 г. прекъсва създаването на Лигата на въоръжен неутралитет и води до преговори за прекратяване на военните действия. Договорът става възможен след оставката на Уилям Пит на 16 февруари 1801 г., който е наследен на поста премиер от Хенри Адингтън. През октомври същата година, в Лондон са подписани предварителните клаузи на договора, което е посрещнато с илюминации и фойерверки. Смята се, че мирът ще доведе до отмяната на данък общ доход, въведен от Пит, спадане на цените на зърното и съживяването на пазарите. Британската комисия по преговорите в Париж е водена от Робърт Дженкинсън, лорд Ливърпул.

## Условия
В договора, освен потвърждаването на „мир, приятелство и добро разбирателство“, влизат и следните клаузи:
- Връщане на затворници и заложници.
- Обединеното кралство да върне Капската колония на Батавската република.
- Обединеното кралство да върне повечето от завладените холандски острови в Западните Индии на Батавската република.
- Обединеното кралство да оттегли войските си от Египет.
- Отстъпване в полза на Обединеното кралство на Тринидад, Тобаго и Цейлон.
- Франция да оттегли войските си от Папската държава.
- Уточняване на границите на Френска Гвиана.
- Връщането на Малта, Гозо, и Комино на хоспиталиерите и обявяването им за неутрална страна, въпреки че островите остават под управлението на Британската империя.
- Връщането на остров Минорка на Испания.

## Периодът след Амиен
През лятото и есента на 1802 г., Париж се изпълва с посетители от британското висше общество. Уилям Хершел използва възможността да разговаря с колегите си от Френската обсерватория. В палатки и временни съоръжения, в двора на Лувъра от 18 до 24 септември се провежда третото „изложение на френски стоки“. Според мемоарите на личния му секретар — Луи дьо Буриен, Наполеон „се наслаждава най-много от възхищението, предизвикано от изложението сред многобройните чужденци, стекли се в Париж по време на мира.“. Сред посетителите е и Чарлз Фокс, който е поканен на лична обиколка от министър Шаптал. В Лувъра, в допълнение към
изложбата на съвременни творби в Парижкия салон, гостите могат да видят и изложба на италианска живопис (по които Джоузеф Търнър попълва цял скицник) и римски скулптури, събрани от цяла Италия, по строгите условия на договорът от Толентино. Дори и четирите коня на Свети Марк, пренесени тайно през 1797 г., могат да бъдат разгледани във вътрешния двор. Уилям Хазлит пристига в Париж на 16 октомври 1802 г.: римските скулпури не го трогват, но той прекарва повече от три месеца, изучавайки и копирайки италианските майстори в Лувъра. Сред потока от британски посетители са семейства като това на Мария Еджуърт, която прекарва зимата в Париж, но заминава набързо и пристига благополучно в Доувър на 6 март 1803 г.; баща ѝ, Ричард Еджуърт, обаче няма този късмет и началото на войната го заварва във Франция. Друга писателка, Франсиз Бърнли, отпътува за Париж през април 1803 г. да види съпруга си, конт Александър д'Арбле, но когато военните действия започват, е принудена да остане до 1815 г.

## Провалът на договора
Британското правителство бави изпълнението на определени условия, като изтеглянето на флотата си от Малта. Сред първоначалната разпаленост, възраженията към договора бързо нарастват в Обединеното кралство, където на управляващите им се струва, че са направили всички отстъпки и ратифицирали настоящите споразумения. От своя страна, по време на договореното примирие Бонапарт продължава да поддържа реакционния преврат на генерал Ожеро от 18 септември 1801 г. в Батавската република, както и новата холандска конституция, ратифицирана чрез подправено гласуване, която води до все по-тясно сближаване с доминиращата Франция. На 24 януари, точно преди подписването в Амиен, Наполеон приема официално длъжността глава на новата Италийска република, наследник на Цизалпийската република. По-рано през същия месец, Наполеон е изпратил войски, под командването на генерал Шарл Льоклерк, в най-богатата френска колония, Санто Доминго, с публични уверения в добрите си намерения и тайни заповеди да потушат революцията там, да депортират водача ѝ — Тусен-Лувертюр, когото англичаните третират като държавен глава, и да наложат отново робството. Льоклерк дебаркира на димящите пепелища на Кап Франсоаз на 2 февруари 1802 г., Тусен-Лувертюр умира във френски затвор на 7 април следващата година. Британските читатели следят събитията, представени от вестниците в силно морализиращи краски. Бонапарт отказва допълнителни отстъпки въпреки призивите на външния си министър Талейран, и Адингтън подсилва Кралския флот, налагайки блокада на Франция. Разговорите в Париж са прекъснати през май; британският посланик заминава на 13-и.
Като повод за незабавното възобновяване на военните действия се посочва това, че Обединеното кралство е конфискувало всички френски кораби в британските пристанища; но няма доказателства в поддръжка на твърдението. Наполеон определено приема това, твърдейки и че шест кораба са конфискувани в международни води, макар и тези кораби или капитаните им никога не са назовани. На 18 май в британския парламент е приета декларация за обявяването на война. Представено като отговор на това, на 22 май 1803 г. (2 прериал, година XI) Първият консул внезапно нарежда хвърлянето в затвора на всички британски поданици от мъжки пол, на възраст между 18 и 60 г., намиращи се по това време във Франция, задържайки много пътуващи цивилни. Този акт е осъден като незаконен от всички големи държави. Наполеон твърди във френската преса, че британските затворници, които е задържал, възлизат на 10 000, но френски документи, съставени в Париж няколко месеца по-късно, показват, че точният брой е 1181. Едва след абдикацията на Бонапарт през 1814 г. и на последните задържани британски цивилни е разрешено да се завърнат у дома.

## Военни действия
Адингтън се доказва като неспособен премиер по време на война, и на 10 май 1804 г. е заменен отново от Уилям Пит, който дава началото на Третата коалиция. За Пит се твърди, че седи зад опитите на Жорж Кадудал и Шарл Пишегрю за покушение на Бонапарт.
Наполеон, вече император, събира армия на френското крайбрежие за да нападне Великобритания, но Австрия и Русия, съюзници на Обединеното кралство, от своя страна се подготвят да нахлуят във Франция. Френските войски, получили името Великата армия, напускат тайно крайбрежието в поход срещу Австрия и Русия, преди техните армии да успеят да се обединят. Французите разбиват Австрия в битката при Улм, състояла се само ден преди битката при Трафалгар, а победата на Бонапарт при Аустерлиц напълно унищожава Третата коалиция. През 1806 г., британците отново овладяват Капската колония от Батавската република, чието съществуване Наполеон отменя по-късно същата година, провъзгласявайки на нейно място Кралство Холандия, управлявано от брат му Луи.